# Maria-Hilf-Kapelle (Gamburg)

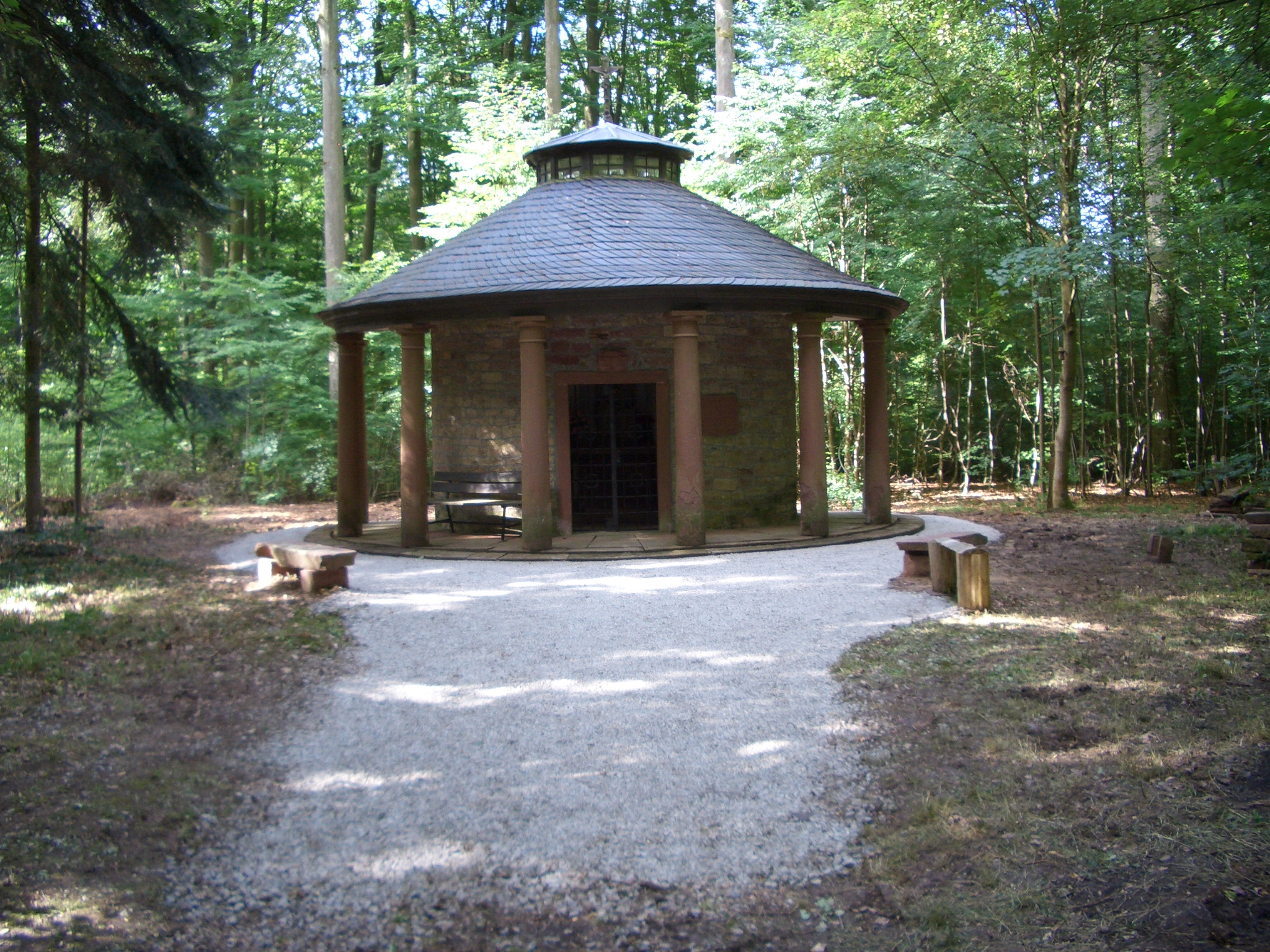
Die sogenannte Waldkapelle bzw. Maria-Hilf-Kapelle bei Gamburg

Die römisch-katholische Maria-Hilf-Kapelle, auch Ingelheim’sche Maria-Hilf-Kapelle und Waldkapelle genannt, befindet sich im Kammerforst bei Gamburg, einem Ortsteil von Werbach im Main-Tauber-Kreis in Baden-Württemberg.

## Geschichte
Die Maria Hilf-Kapelle wurde im Jahre 1833/34 im vorderen Kammerforst errichtet. Maria Antonia Gräfin von Ingelheim, genannt Echterin von und zu Mespelbrunn, geborene Gräfin von Westphalen zu Fürstenberg, legte in Rom ein Gelübde zur Erbauung einer Kapelle ab, sofern ihre Tochter Isabella Felicitas von einem lebensbedrohlichen Nervenfieber genesen werde. Nachdem die Tochter wieder gesund wurde erfüllte sich der Wunsch der Mutter. Da dies als Zeichen der Gnade der heiligen Muttergottes gedeutet wurde, ließ sie die Maria-Hilf-Kapelle errichten. Bis zum Jahre 1909 wurden dort besonders im Marienmonat Mai Messen abgehalten. Umgangssprachlich wird die Kapelle heute auch „Waldkapelle“ genannt. Die Waldkapelle gehört heute zur Seelsorgeeinheit Großrinderfeld-Werbach, die dem Dekanat Tauberbischofsheim des Erzbistums Freiburg zugeordnet ist.

## Architektur und Ausstattung
Es handelt sich um einen halbrunden klassizistischen Bau mit runder Apsis und offenem Säulengang. Die Kapelle wurde halbkreisförmig erbaut und mit acht Steinsäulen, nach römischem Vorbild, umstellt. Die Rückseite verläuft gerade mit einer kleinen Apsis für eine Nische, in der eine Muttergottes-Statue Platz findet. Die Kapelle steht als Kulturdenkmal der Gemeinde Werbach unter Denkmalschutz.